# Zahlbox

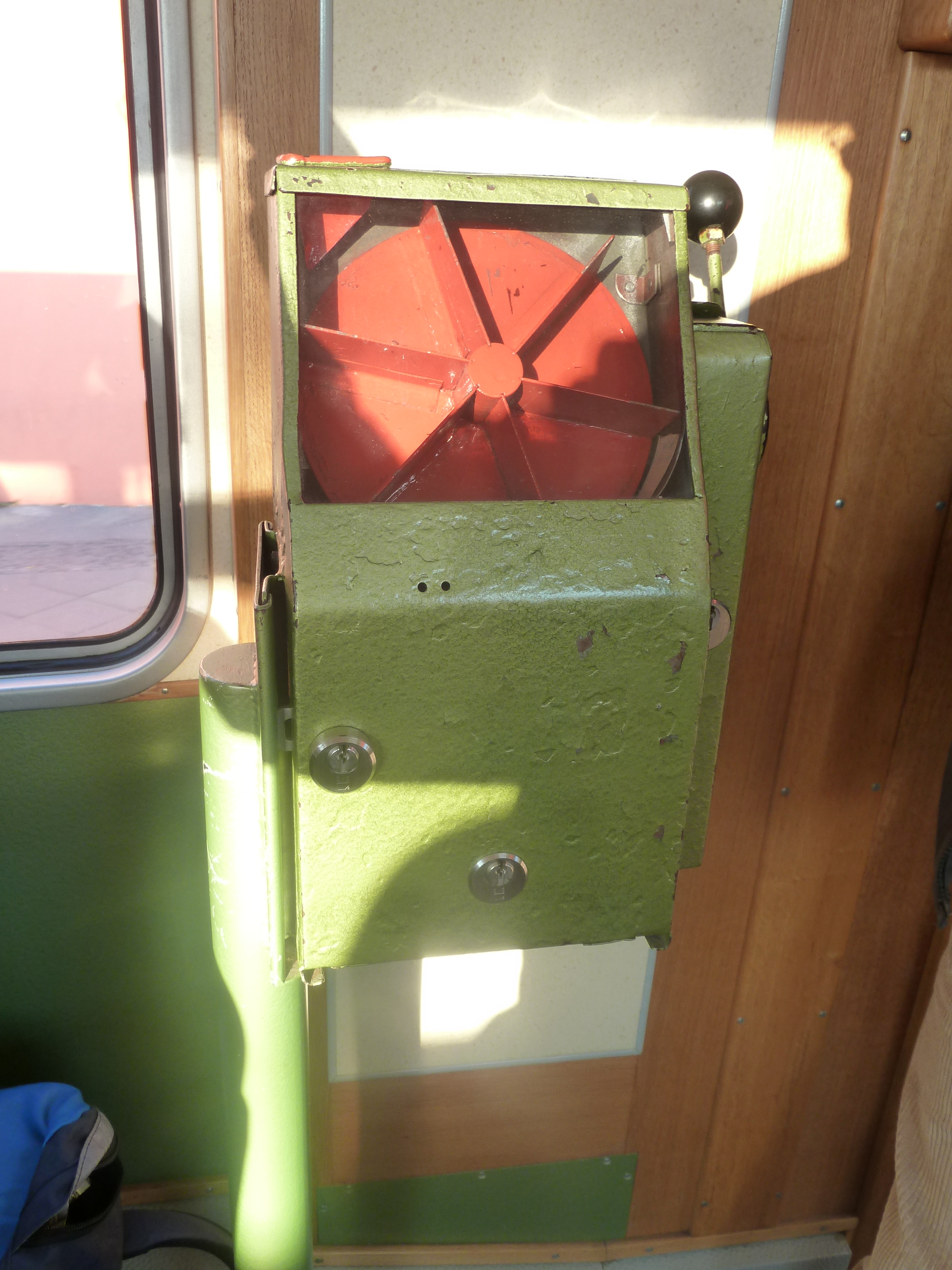
Zahlbox in einem historischen Straßenbahnwagen in Potsdam

Ein Zahlkasten, in der DDR Zahlbox genannt, war ein mechanisches Gerät zur Entrichtung des Fahrgeldes in den Fahrzeugen bzw. auf Schiffen öffentlicher Personennahverkehrsmittel. Anfangs beim Fahrer angeordnet, später an allen Einstiegen angebracht, ermöglichten sie lange vor der Einführung von Fahrkartenautomaten den wirtschaftlichen Einmannbetrieb ohne zusätzliche Schaffner.

## Geschichte
Bereits zu Beginn des 20. Jahrhunderts kannten bestimmte städtische Straßenbahnbetriebe Zahlkästen, so beispielsweise Berlin, Cottbus, Eberswalde, Hof, Lübeck, Spandau und Worms. Ursprünglich handelte es sich dabei um Geräte ohne Fahrkartenausgabe. Die Fahrgäste warfen das Geld, einen Abschnitt eines im Vorverkauf erworbenen Sammelfahrscheins oder eine spezielle Straßenbahnmünze in einen Schlitz ein. Ein Sichtfenster im Kasten erlaubte dem Fahrer die Kontrolle.
Ab den 1960er Jahren gingen dann viele Verkehrsunternehmen in der DDR aus Rationalisierungsgründen zum schaffnerlosen Betrieb über. Da zunehmend auch Beiwagen ohne Schaffner eingesetzt und auch die hinteren Türen der Fahrzeuge mit Zahlgeräten versorgt werden mussten, wurden Zahlboxen mit Fahrscheinausgabe entwickelt. Das Fahrgeld (oder Sammelfahrscheinabschnitte) wurde auch hier in einen Schlitz eingeworfen. Ein Sichtfenster ermöglichte anderen Fahrgästen dabei die Kontrolle des ordnungsgemäßen Fahrgeldeinwurfs. Ein mechanischer Hebel rechts am Gerät drehte eine Fahrscheinrolle um einen Abschnitt weiter, an einem Ausgabeschlitz konnte dann ein Fahrschein abgerissen werden. Mehrfache Hebelbetätigung erlaubte den Abriss von mehreren Fahrscheinen, wobei das Geld in diesem Falle erst vor der Entnahme des letzten Fahrscheins eingeworfen werden sollte. Die Rollenfahrscheine waren einfach gestaltet und trugen neben Betriebskennzeichen lediglich den Aufdruck „Gültig für eine Fahrt … (laufende Nummer) … laut Tarif“.
Eine Folge der Einführung von Zahlboxen war bei den meisten Verkehrsbetrieben die Abschaffung von Umsteigetarifen. Ein Fahrschein galt nur für eine Fahrt ohne Fahrtunterbrechung, auch das Wechseln zwischen den Wagen eines Zuges war nicht zulässig. Eine Ausnahme bildete beispielsweise die Berliner U-Bahn mit allerdings nur zwei Linien. Dadurch blieben die Verästelungsnetze mit vielen Direktverbindungen lange bestehen und ihre Abschaffung, die mehrfach mit der Einführung der Tatra-Straßenbahnwagen begründet wurde, führte durch die mit den Umsteigevorgängen verbundenen Preiserhöhungen bei den Fahrgästen zu Unmut.
Die Überprüfung der Fahrscheine gegen das Schwarzfahren war neben dem Einsatz von Kontrolleuren der Verkehrsbetriebe auch als gemeinschaftliche Aufgabe der Fahrgäste organisiert. Eine Zeitkarte sollte nach dem Einsteigen hochgehalten und den Mitreisenden gezeigt werden. Anhand der fortlaufenden Nummer der Fahrscheine konnten bei einer Kontrolle alte von neuen Fahrscheinen unterschieden werden. Eine Kontrolle der Bezahlung war nur unmittelbar bei Fahrscheinerwerb möglich. Häufig wurden zu geringe Beträge (beispielsweise Pfennige statt Groschen) oder andere Gegenstände wie Knöpfe oder Kronkorken in die Zahlboxen eingeworfen. Aus Unfug konnten auch Fahrscheine (mit beliebiger Länge) ohne Geldeinwurf abgerissen werden. Zudem gab es Straßenbahnmünzen.

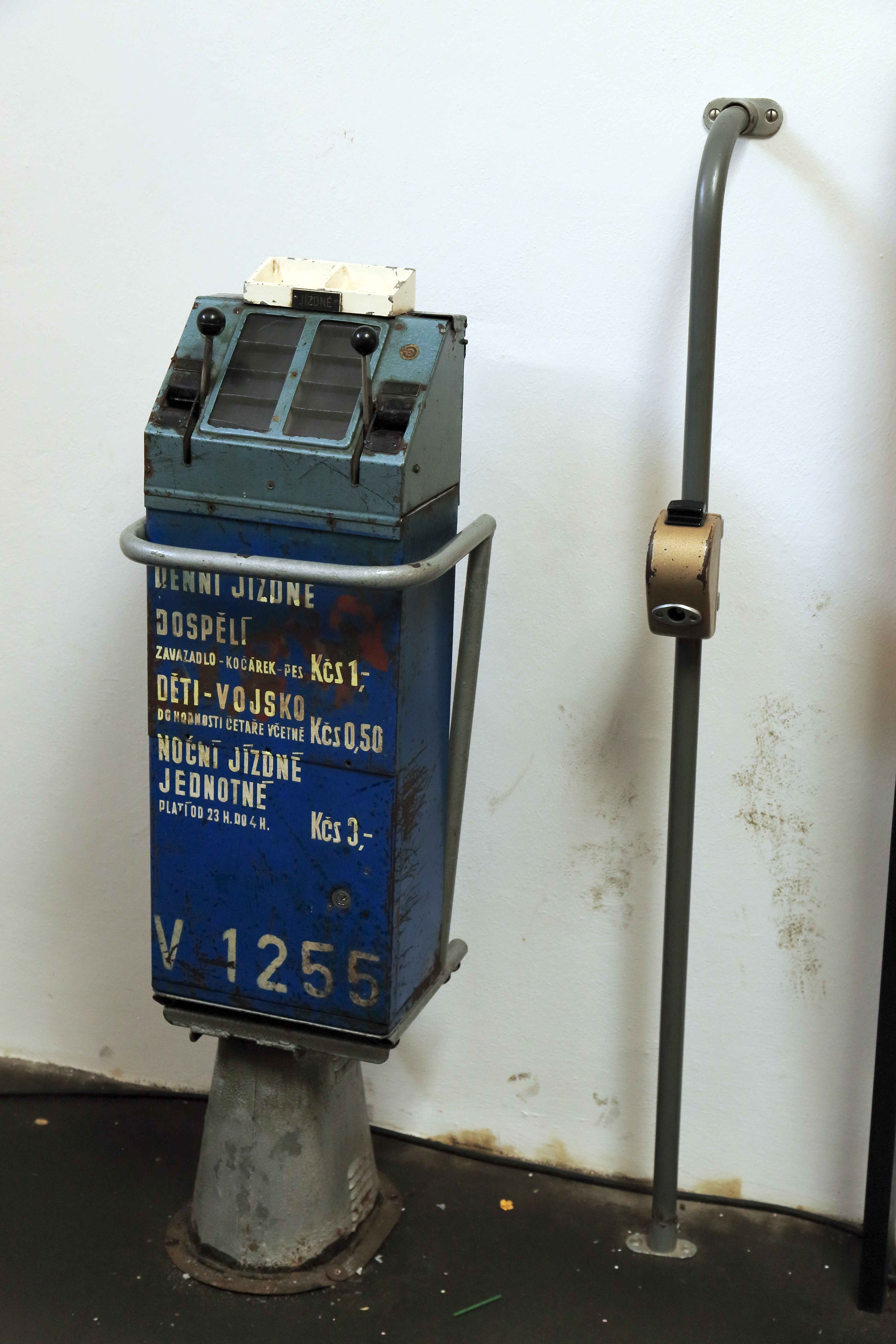
Zahlbox und Entwerter der Verkehrsbetriebe Prag

Zahlboxen wurden nur auf Strecken mit geringen und einheitlichen Tarifen eingesetzt. Im Stadtverkehr der DDR galt bis nach der Wende ein Tarif je nach Stadt unterschiedlicher Höhe von 15 bis 30 Pfennig je Fahrt, meistens ohne Umsteigeberechtigung. In der Hauptstadt Berlin wurden Zahlboxen in den Straßenbahnwagen der Berliner Verkehrsbetriebe (BVB) und Stadtbussen sowie bei der U-Bahn eingesetzt, wo ein einheitlicher Tarif von 20 Pfennig (ermäßigt 10 Pfennig) galt. Bei der U-Bahn standen die Zahlboxen an den Bahnsteigzugängen. Bei der von der Deutschen Reichsbahn betriebenen S-Bahn Berlin existierte dagegen ein gestaffelter Tarif bis zu 1,30 Mark. Hier wurden keine Zahlboxen eingesetzt. Bei der Einführung der S-Bahn-Betriebe in Halle (Saale) und Leipzig wurden trotz eines Tarifs mit je zwei Zonen ebenfalls Zahlboxen genutzt. Aus Platzgründen konnten nicht alle Einstiegsräume ausgerüstet werden. In den Mitteleinstiegswagen der Bauart E5 befanden sich die Zahlboxen im größeren Einstiegsraum in Wagenmitte. Fahrgäste, die den Kurzstreckentarif der Preisstufe 1 bis fünf Halten für 30 Pfennig zahlten, entnahmen einen, für den vollen Preis für 50 Pfennig zwei Rollenfahrscheinabschnitte in einem Stück. Mit der Einführung der Leipziger S-Bahn-Linie B nach Wurzen im Juni 1974 wurde der Tarif auf fünf Preisstufen erweitert. Auf der Linie B wurden deshalb sofort Entwerter auf den Bahnsteigen eingeführt, damit bestanden für die folgenden zwei Jahre beide Systeme nebeneinander.
In den meisten größeren Städten der DDR wurden die Zahlboxen in den 1970er und 1980er Jahren abgeschafft. Eine Barzahlung im Fahrzeug war damit nicht mehr möglich. Für an Verkaufsstellen im Voraus gekaufte Fahrscheine wurden mechanische Lochentwerter (z. B. Leipzig, Dresden, Rostock) oder elektrische betriebene Entwerter mit Stempelaufdruck (z. B. Görlitz, Magdeburg, Halle) eingesetzt. In Berlin waren dagegen Zahlboxen noch bis nach der Wende 1989/1990 im Einsatz.
Auch in anderen RGW-Staaten wurden für die Ablösung des Schaffnerbetriebes Zahlboxen eingesetzt. Die Folgen wie der Entfall der Umsteigefahrkarten waren in der Regel ebenfalls gleich.